# Взаємодія (статистика)

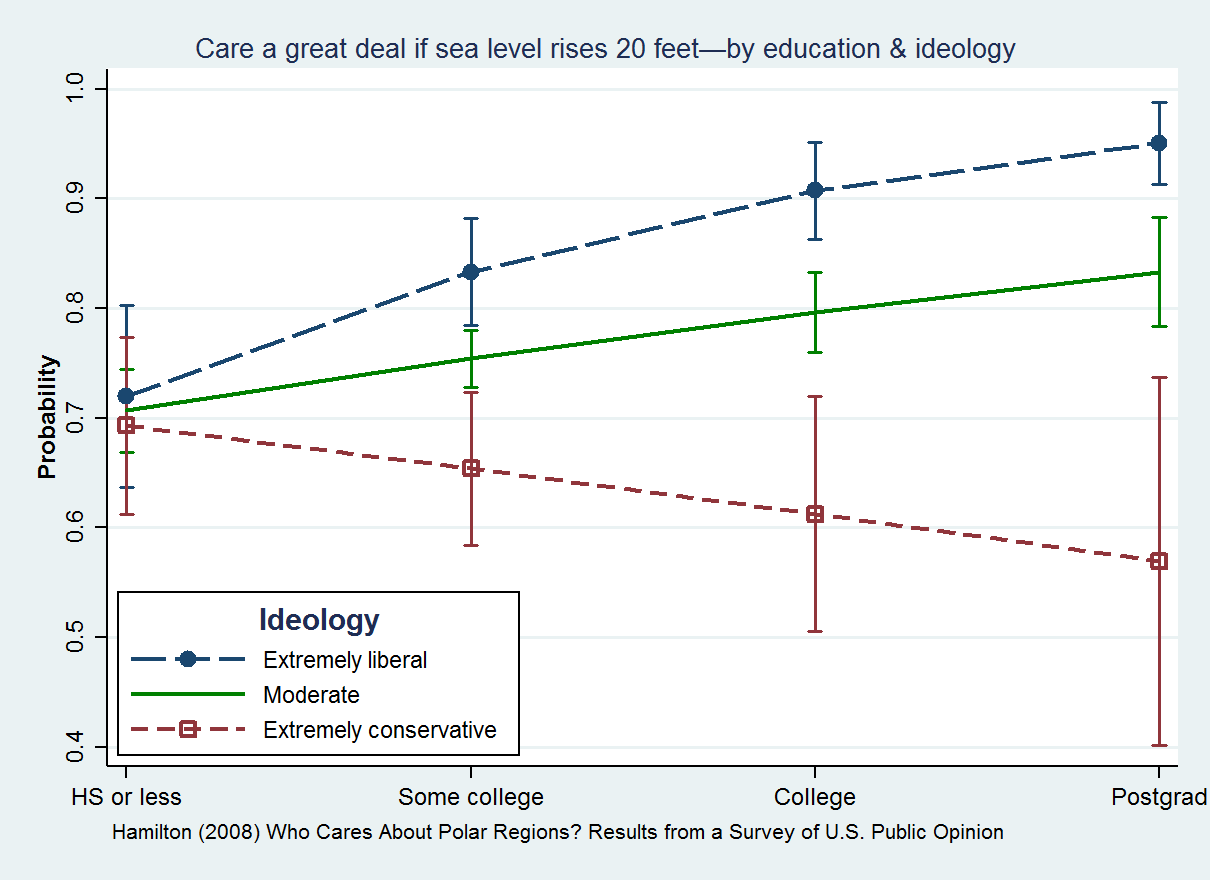
Взаємодія ефекту освіти і ідеології та питання з приводу підвищення рівня моря

У статистиці, взаємодія може виникнути при розгляді взаємозв'язку між трьома або більше змінними, і описує ситуацію, в якій одночасний вплив двох варіантів на третину не є адитивними. Найчастіше, взаємодія розглядається в контексті регресійного аналізу.
Наявність взаємодій може мати важливі наслідки для інтерпретації статистичних моделей. Якщо взаємодіють дві змінні, то зв'язок між кожною із змінних величин, що взаємодіють із залежною змінною, буде залежати від значення іншої змінної. На практиці важко передбачити наслідки зміни значення змінної величини, особливо якщо змінні величини взаємодіють з важким вимірюванням або важким контролем.
Поняття «взаємодія» тісно пов'язане з поняттям «поміркованості», яке є загальним в соціальній і медичній науці дослідження: взаємодія між пояснюванням змінної величини і змінної величини навколишнього середовища наводить на думку про те, що ефект пояснення змінної величини був помірний або змінений змінна величиною оточення.

## Введення
«Мінлива взаємодія» є змінною величиною, яка будується з вихідного набору змінних, щоб спробувати уявити або всі взаємодії, які присутні або якісь частини. У розвідувальному статистичному аналізі є загальним для використання вихідних змінних даних як основи тестування, чи присутність з можливістю підстановки інших більш реалістичних змінних взаємодій на більш пізньому етапі взаємодії. При наявності більше двох змінних величин, будується кілька змінних взаємодій, з парними величинами, що представляють попарну взаємодію і більш високі продукти порядку, що представляють вищі взаємодії порядку.

Бінарний фактор A і кількісна величина X взаємодіють (є неаддитивними) при аналізі по відношенню до змінення результату Y.

Таким чином, для відповіді Y і дві змінні x1 і x2 адитивної моделі буде виглядати так:
{\displaystyle Y=c+ax_{1}+bx_{2}+{\text{error}}\,}
На відміну від цього,
{\displaystyle Y=c+ax_{1}+bx_{2}+d(x_{1}\times x_{2})+{\text{error}}\,}
є прикладом моделі з взаємодією між змінними величинами x1 і x2 («хиба» відноситься до випадкової змінної величини, значення якої є те, що, за допомогою якого Y відрізняється від очікуваного значення Y, див. помилки і неув'язки в статистиці). Часто моделі представлені без терміна взаємодії, але це плутає основний ефект і взаємодійний ефект (тобто без зазначення строки взаємодії, цілком можливо, що будь-який основний ефект знайдений насправді через взаємодію).

## При моделюванні

### У ANOVA
Просте встановлення, де може виникнути взаємодія є аналізований двофакторний експеримент з використанням дисперсійного аналізу (ANOVA). Припустимо, що ми маємо два бінарних факторів А і В. Наприклад, ці чинники можуть вказувати, чи були введені або з двох методів лікування для пацієнта, після лікування з використанням прикладної або окремо, або в разом. Потім ми можемо розглянути середню реакцію на лікування (наприклад, рівні симптомів після закінчення лікування) для кожного пацієнта, залежно від комбінації лікування, яке вводили. У наступній таблиці показана одна з можливих ситуацій:
| B = 0 | B = 1 |   |
| A = 0 | 6     | 7 |
| A = 1 | 4     | 5 |
| ----- | ----- | - |

У цьому прикладі, не існує ніякої взаємодії між двома методами лікування — їх наслідки є адитивними. Причина цього полягає в тому, що різниця в середній реакції між цими суб'єктами, які отримують лікування А і тих, хто не отримує лікування А -2 незалежно від того, чи запроваджують лікування В (-2 = 4 — 6), чи ні (-2 = 5 — 7). Зверніть увагу, що автоматично випливає, що різниця в середньому відповіді між цими суб'єктами, які отримують лікування B і які не отримують лікування В одна і та же, незалежно від того, чи запроваджують лікування А (7 — 6 = 5 — 4).
На противагу цьому, якщо спостерігаються такі середні відповіді
| B = 0 | B = 1 |   |
| A = 0 | 1     | 4 |
| A = 1 | 7     | 6 |
| ----- | ----- | - |

то взаємодія між процедурами — їх ефекти не є адитивними. Припустивши, що більше число відповідає кращій реакції, в цій ситуації лікування B та в середньому, якщо суб'єкт також отримує лікування А, але це позначається на середньому, якщо в комбінації з лікуванням А. та А корисно в середньому незалежно від того, чи також вводять лікування B, але це більш корисно як в абсолютному, так і у відносному вираженні, якщо дано поодинці, а не в поєднанні з лікуванням B. Аналогічні спостереження зроблені для цього конкретного прикладу в наступному розділі.
{\displaystyle Y=c+ax_{1}+bx_{2}+d(x_{1}\times x_{2})+{\text{error}}\,}

### Кількісні і якісні взаємодії
У багатьох додатках можна побачити різницю між якісними та кількісними взаємодіями. Кількісна взаємодія між А і В, відноситься до ситуації, коли величина ефекту В залежить від величини А, але напрямок ефекту B є постійним для всіх А. Якісна взаємодія між А і В, відноситься до ситуації, коли як величина так і напрямок ефекту кожної змінної може залежати від значення іншої змінної величини.
У таблиці зліва, нижче, кількісна взаємодія — лікування А вигідна як коли і B дано, і коли В не дано, але вигода більше, коли B не дано (тобто коли дається в поодинці), Таблиця праворуч показує якісну взаємодію. А шкідливо, коли В дано, але це корисно, коли Б не дано. Слід зазначити, що таке ж трактування матиме місце, якщо ми розглянемо B в залежності від того дається воно чи ні.
| B = 0 | B = 1 | B = 0 | B = 1 |   |   |
| A = 0 | 2     | 1     | A = 0 | 2 | 6 |
| A = 1 | 5     | 3     | A = 1 | 5 | 3 |
| ----- | ----- | ----- | ----- | - | - |

Різниця між якісними та кількісними взаємодіями залежить від порядку, в якому розглядаються змінні (на відміну, властивість адитивності інваріантна до порядку змінних). В наступній таблиці, якщо ми зосередимося на ефекті лікування А, побачимо кількісну взаємодію — надання лікування А буде поліпшувати результат в середньому, незалежно від того, чи є лікування B або ще нема (хоча користь більше, якщо лікування А задається  поодинці). Проте, якщо ми надамо ефекта лікування B, існує якісна взаємодія — надання лікування B суб'єкту, який вже отримує лікування А та (в середньому) ще гірше, в той час як надання лікування B до суб'єкта, який не отримує лікування А буде поліпшувати результат в середньому.
| B = 0 | B = 1 |   |
| A = 0 | 1     | 4 |
| A = 1 | 7     | 6 |
| ----- | ----- | - |

### Обробка адитивності
У своїй простій формі, допущення одиниці обробки адитивності стверджує, що спостережуваний відгук Yij з експериментальної установки і при отриманні лікування J можна записати у вигляді суми. Припущення про обробку адитивності є таким: кожне лікування має точно такий же адитивний ефект як і на кожній експериментальній одиниці. Так як будь-яка певна експериментальна установка може тільки пройти один з методів обробки, припущення лікування адитивності є гіпотезою, яка  безпосередньо не фальсифікується, за словами Кокса Кемпторн.[джерело?]
Тим не менш, багато наслідки лікування одиниць адитивності можуть бути фальсифіковані. Для рандомізованого експерименту, припущення про лікування адитивності є наступним: що дисперсія постійна для всіх видів лікування. Тому, до протиставлення, необхідною умовою блока обробки адитивності є те, що дисперсія постійна.[джерело?][джерело?]
Властивість адитивності обробки не є інваріантним при зміні масштабу, тому статистики часто використовують зміни для досягнення  обробки адитивність. Якщо змінна відповідь буде слідувати параметричне сімейство ймовірнісних розподілів, то статистики можуть вказати (у протоколі для експерименту або обсерваційне дослідження), що відповіді будуть змінними, щоб стабілізувати дисперсію. У багатьох випадках, статистик може вказати, що логарифмічні перетворення застосовуються до відповідей, які, як вважають, слідують мультиплікативним моделям.[джерело?]
Припущення про обробку адитивності було проголошене в дослідно-конструкторських закладах  Кемпторна і Кокса. Використання Кемптоном обробки адитивності і рандомізації аналогічного аналізу проектувалося на основі кінцевої вибірки обстеження населення.[джерело?][джерело?]
В останні роки стало звичайним використовувати термінологію Дональда Рубіна, який використовує гіпотетичні ситуації. Припустимо, що ми порівнюємо дві групи людей щодо деякого атрибута у. Наприклад, перша група може складатися з людей, які отримують стандартну обробку для медичного стану, з другою групою, що складається з людей, які отримують нове лікування з невідомим ефектом. Беручи «контрфактичну» перспективу, ми можемо розглянути фізичну особу, чий атрибут має значення у, якщо ця особа належить до першої групи, і чий атрибут має значення т (у), то фізична особа належить до другої групи. Припущення про «блок обробки адитивності» є те, що τ (у) = τ, тобто «ефект лікування» не залежить від у. Так як ми не можемо спостерігати, як у і т (у) для даного індивіда, це не перевіряються на індивідуальному рівні. Проте, блок обробки адитивності вказує, що сукупні функції розподілу F1 і F2 для двох груп задовольняють F2 (у) = F1 (у — τ), до тих пір, як привласнення осіб до груп 1 і 2 не залежить від усіх інших факторів, що впливають на у (тобто немає ускладнень). Відсутність блока обробки адитивності можна розглядати як форму взаємодії між проведенням лікування (наприклад, групи 1 або 2), і базовою лінією, або яка необроблене значення у.[джерело?]

### Категоріальні змінні
Іноді взаємодіючі змінні є категоріальні змінні, а не дійсні числа і дослідження може потім розглядатися як аналіз проблеми відхилень. Наприклад, члени популяції можуть бути класифіковані за релігійною ознакою і за родом занять. Якщо хтось хоче, передбачити висоту та, ґрунтуючись лише на релігії людини і рід занять, простої адитивної моделі, тобто моделі без взаємодії, додало б до загальної середньої висоти коригування для конкретної релігії, а інший для певної професії. Модель з взаємодією, на відміну від адитивної моделі, може додати ще поправку на «взаємодії» між цієї релігії і цієї окупації. Цей приклад може привести до підозри, що слово взаємодія є чимось некоректним.
Статистично, наявність взаємодії між категоріальними змінними, як правило, відчувають, використовуючи форму дисперсійного аналізу (ANOVA). Якщо один або кілька змін неперервні за своєю природою, проте, вона, як правило, модерується за допомогою  множинної регресії. Це так називається, тому що модератор це зміна, яка впливає на міцність відносин між двома іншими змінами.

### Сплановані експерименти
Genichi Taguchi стверджував, що взаємодія може бути виключена з системи шляхом відповідного вибору змінного відгуку і перетворення. Однак Джордж Box та інші стверджували, що це не так, в цілому..[джерело?]

### Розмір моделі
{\displaystyle {\tbinom {n}{0}}+{\tbinom {n}{1}}+{\tbinom {n}{2}}+\cdots +{\tbinom {n}{n}}=2^{n}}. {\displaystyle {\tbinom {n}{0}}+{\tbinom {n}{1}}+{\tbinom {n}{2}}=1+{\tfrac {1}{2}}n+{\tfrac {1}{2}}n^{2}}. У наведеній нижче таблиці показано кількість термінів для кожного числа n і максимального порядку взаємодії.
| провісники | враховуючи m- взаємодій | враховуючи m- взаємодій | враховуючи m- взаємодій | враховуючи m- взаємодій | враховуючи m- взаємодій |
| провісники | 2                       | 3                       | 4                       | 5                       | ∞                       |
| ---------- | ----------------------- | ----------------------- | ----------------------- | ----------------------- | ----------------------- |
| 1          | 2                       | 2                       | 2                       | 2                       | 2                       |
| 2          | 4                       | 4                       | 4                       | 4                       | 4                       |
| 3          | 7                       | 8                       | 8                       | 8                       | 8                       |
| 4          | 11                      | 15                      | 16                      | 16                      | 16                      |
| 5          | 16                      | 26                      | 31                      | 32                      | 32                      |
| 6          | 22                      | 42                      | 57                      | 63                      | 64                      |
| 7          | 29                      | 64                      | 99                      | 120                     | 128                     |
| 8          | 37                      | 93                      | 163                     | 219                     | 256                     |
| 9          | 46                      | 130                     | 256                     | 382                     | 512                     |
| 10         | 56                      | 176                     | 386                     | 638                     | 1,024                   |
| 11         | 67                      | 232                     | 562                     | 1,024                   | 2,048                   |
| 12         | 79                      | 299                     | 794                     | 1,586                   | 4,096                   |
| 13         | 92                      | 378                     | 1,093                   | 2,380                   | 8,192                   |
| 14         | 106                     | 470                     | 1,471                   | 3,473                   | 16,384                  |
| 15         | 121                     | 576                     | 1,941                   | 4,944                   | 32,768                  |
| 20         | 211                     | 1,351                   | 6,196                   | 21,700                  | 1,048,576               |
| 25         | 326                     | 2,626                   | 15,276                  | 68,406                  | 33,554,432              |
| 50         | 1,276                   | 20,876                  | 251,176                 | 2,369,936               | 1015                    |
| 100        | 5,051                   | 166,751                 | 4,087,976               | 79,375,496              | 1030                    |
| 1,000      | 500,501                 | 166,667,501             | 10                      | 1012                    | 10300                   |

### У регресії
Найбільш загальний підхід до ефектів моделювання взаємодії включає в себе регресію, починаючи з початкової версії, наведеної вище:
{\displaystyle Y=c+ax_{1}+bx_{2}+d(x_{1}\times x_{2})+{\text{error}}\,}
де термін взаємодія {\displaystyle (x_{1}\times x_{2})} може бути сформований в явному вигляді шляхом множення двох (або більше) змінних величин, або неявно за допомогою факторного позначення в сучасних статистичних пакетів, таких як Stata. Компоненти x1 і x2 можуть бути  {0,1} Фіктивні змінні в будь-якій комбінації. Взаємодія з фіктивної змінної, помножену на змінну вимірювання називаються укосів фіктивні змінні, так як вони оцінюють і перевірити різницю в схилах між групами 0 і 1.
Коли змінні виміру використовуються у взаємодіях, часто бажано працювати з зосередженими версіями, де середня для змінної (або будь-якої іншої розумно центральне значення) встановлюється рівним нулю. Центрування робить основні ефекти  взаємодії більш інтерпретовані. Коефіцієнт а в рівнянні вище, наприклад, являє собою ефект x1, коли х2 дорівнює нулю. Центрування може також зменшити проблеми з мультиколінеарності.

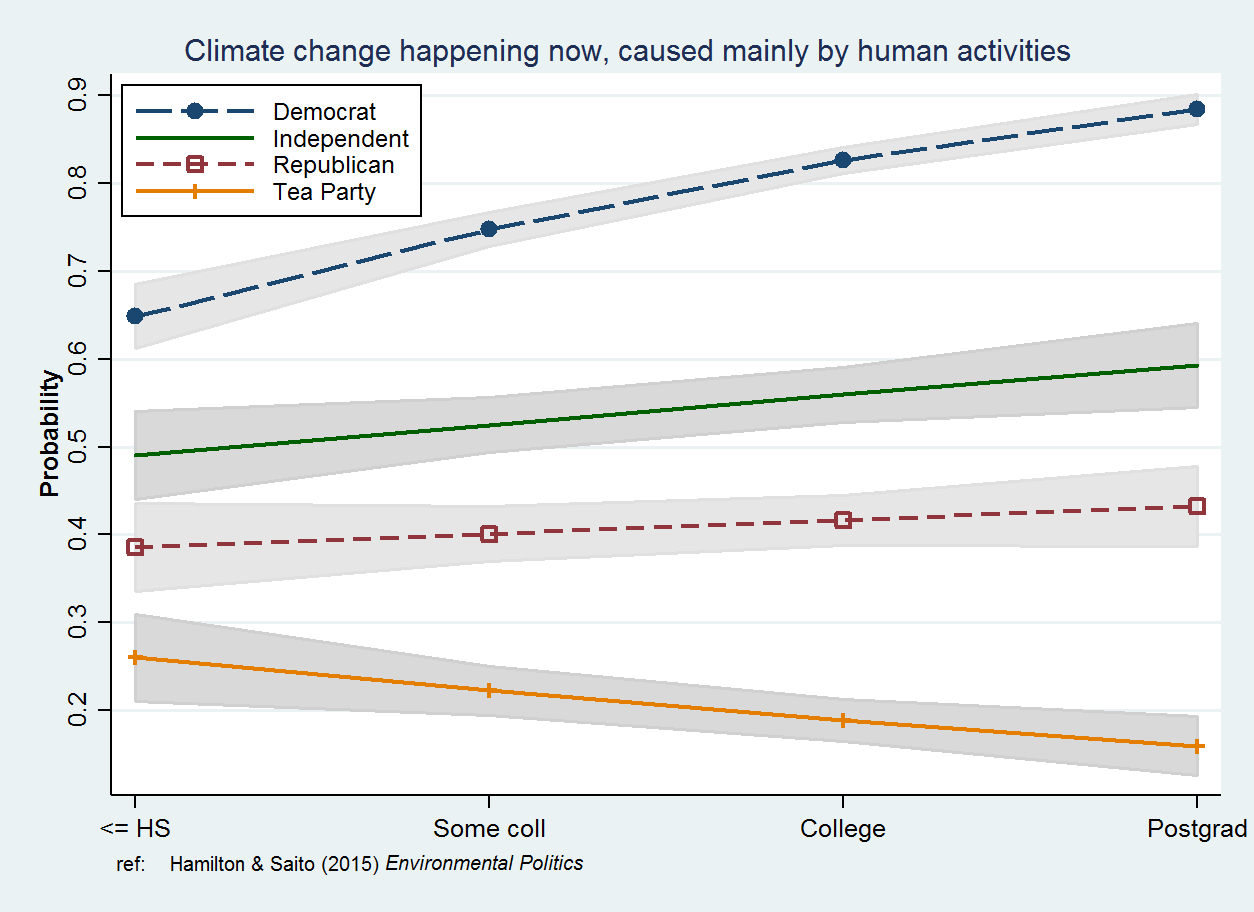
Взаємодія освіти і політичної партії впливають на переконання про зміну клімату

Регресивні підходи до моделювання взаємодії носять досить загальний характер, оскільки вони можуть n додаткові прогностичні і багато альтернативні специфікації або стратегії оцінки, крім звичайних найменших квадратів. Міцні, і змішані ефекти (багаторівневі) моделі є одними з можливостей, як лінійного моделювання узагальнено широкого спектра категорій, підраховували чи іншим чином обмежені залежні змінні. Графік зображує взаємодію освіту * політика, з ймовірністю-зваженої логит регресійного аналізу даних обстеження.

## Приклади
Реальні приклади взаємодії включають в себе:
- Взаємодія між додаванням цукру до кави і перемішування кави. Кожне з двох окремих змінних величин має великий вплив на солодкість, що дає поєднання цих двох компонентів.
- Взаємодія між додаванням вуглецю в стали і загартування. Кожен з двох окремо має великий вплив на міцність, а комбінація двох робить значний вплив.
- Взаємодія між курінням і вдиханням азбестових волокон: Обидва підвищують ризик раку легенів, але вплив азбесту примножує ризик розвитку раку у курців і некурящих. При цьому спільний ефект вдихання азбесту і куріння вище, ніж сума обох ефектів.
[5]
- Взаємодія між генетичними факторами ризику розвитку цукрового діабету і дієта 2 типу (зокрема, «західним» дієтичне візерунком). Західний характер дієти було показано, збільшує ризик діабету для пацієнтів з високим «оцінка генетичного ризику», але не для інших предметів.[6]
- Взаємодія між освітою і політичної орієнтації, зачіпаючи загального суспільного сприйняття про зміну клімату. Наприклад, американські дослідження часто виявляють, що визнання реальності антропогенної зміни клімату зростає зі збільшенням освіти серед помірних або ліберальних респондентів, але знижується з утворенням серед найконсервативніших. Подібні взаємодії спостерігаються вплинути на деякі Некліматичні науки або навколишнього середовища, сприйняття, і працювати з наукової грамотності або інших показників знань в місці утворення.[7][8]

## Помітки
1. ↑  Dodge, Y. (2003). The Oxford Dictionary of Statistical Terms. Oxford University Press. ISBN 0-19-920613-9.
2. ↑  Bailey on eelworms.
3. ↑  George E. P. Box (1990). Do interactions matter? (PDF). Quality Engineering. 2: 365—369. Архів оригіналу (PDF) за 10 червня 2010. Процитовано 5 грудня 2016. {{cite journal}}: Вказано більш, ніж один |author= та |last= (довідка)
4. ↑  Hamilton, L.C. & K. Saito. 2015.
5. ↑  Lee, P. N. (2001). Relation between exposure to asbestos and smoking jointly and the risk of lung cancer. Occupational and Environmental Medicine. 58 (3): 145—53. doi:10.1136/oem.58.3.145. PMC 1740104. PMID 11171926. {{cite journal}}: Вказано більш, ніж один |DOI= та |doi= (довідка); Вказано більш, ніж один |PMC= та |pmc= (довідка); Вказано більш, ніж один |PMID= та |pmid= (довідка); Вказано більш, ніж один |author= та |last= (довідка)
6. ↑  Lu, Q. та ін. (2009). Genetic predisposition, Western dietary pattern, and the risk of type 2 diabetes in men. Am J Clin Nutr. 89 (5): 1453—1458. doi:10.3945/ajcn.2008.27249. {{cite journal}}: Вказано більш, ніж один |DOI= та |doi= (довідка); Вказано більш, ніж один |author2= та |last2= (довідка); Вказано більш, ніж один |author= та |last= (довідка)
7. ↑  Kahan, D.M., H. Jenkins-Smith and D. Braman. 2011.
8. ↑  Hamilton, L.C., M.J. Cutler & A. Schaefer. 2012.

## Подальше читання
- Southwood, K.E. (1978). Substantive Theory and Statistical Interaction: Five Models. The American Journal of Sociology. 83 (5): 1154—1203. doi:10.1086/226678. {{cite journal}}: Вказано більш, ніж один |DOI= та |doi= (довідка); Вказано більш, ніж один |first1= та |first= (довідка); Вказано більш, ніж один |last1= та |last= (довідка)
- Brambor, T.; Clark, W. R. (2006). Understanding Interaction Models: Improving Empirical Analyses. Political Analysis. 14 (1): 63—82. doi:10.1093/pan/mpi014. Архів оригіналу за 17 жовтня 2016. Процитовано 5 грудня 2016. {{cite journal}}: Вказано більш, ніж один |DOI= та |doi= (довідка); Вказано більш, ніж один |first1= та |first= (довідка); Вказано більш, ніж один |last1= та |last= (довідка)
- Hayes, A. F.; Matthes, J. (2009). Computational procedures for probing interactions in OLS and logistic regression: SPSS and SAS implementations. Behavior Research Methods. 41 (3): 924—936. doi:10.3758/BRM.41.3.924. PMID 19587209. {{cite journal}}: Вказано більш, ніж один |DOI= та |doi= (довідка); Вказано більш, ніж один |PMID= та |pmid= (довідка); Вказано більш, ніж один |first1= та |first= (довідка); Вказано більш, ніж один |last1= та |last= (довідка)
- Balli, H. O.; Sørensen, B. E. (2012). Interaction effects in econometrics. Empirical Economics. 43 (x): 1—21. doi:10.1007/s00181-012-0604-2. {{cite journal}}: Вказано більш, ніж один |DOI= та |doi= (довідка); Вказано більш, ніж один |first1= та |first= (довідка); Вказано більш, ніж один |last1= та |last= (довідка)